# Spielothek-Cup 1986
Der Spielothek-Cup 1986 war die erste Austragung des Handballwettbewerbs und wurde vom 7. bis zum 9. Februar 1986 im niedersächsischen Hameln, sowie den ostwestfälischen Städten Minden und Lübbecke in Nordrhein-Westfalen ausgetragen.
Der TuS Nettelstedt gewann das Turnier aufgrund der besseren Tordifferenz gegenüber dem punktgleichen VfL Hameln. Im letzten Spiel setzte sich der Verein mit 30:25 (15:9) im Mühlenkreis-Derby gegen den TSV GWD Minden durch. Den dritten Platz sicherte sich die HSG TuRU Düsseldorf ebenfalls auf Grund der besseren Tordifferenz gegenüber Minden. Torschützenkönig wurde Düsseldorfs Radisav Pavićević mit 21 Toren.

## Modus
Es wurde mit vier Mannschaften im Modus „Jeder gegen Jeden“ gespielt. Die Spielzeit betrug 2 × 30 Minuten.
Bei allen Spielen handelte es sich um Punktspiele. Der Sieger jeder Begegnung erhielt zwei Punkte, der Verlierer keinen, bei einem Unentschieden erhielt jeder einen Punkt. Die Platzierung der Mannschaften ergab sich dabei in folgender Reihenfolge:
1. Anzahl der Punkte;
2. Tordifferenz;
3. Anzahl der erzielten Tore;
4. das Los.

## Abschlussplatzierungen
| Pl.                    | Verein              | Sp. | S | U | N | Tore    | Diff. | Punkte |
| ---------------------- | ------------------- | --- | - | - | - | ------- | ----- | ------ |
| 1.                     | TuS Nettelstedt     | 3   | 2 | 0 | 1 | 081:750 | +6    | 04:20  |
| 2.                     | VfL Hameln          | 3   | 2 | 0 | 1 | 067:780 | −11   | 04:20  |
| 3.                     | HSG TuRU Düsseldorf | 3   | 1 | 0 | 2 | 079:740 | +5    | 02:40  |
| 4.                     | TSV GWD Minden      | 3   | 1 | 0 | 2 | 079:790 | ±0    | 02:40  |
| Stand: 9. Februar 1986 |                     |     |   |   |   |         |       |        |

## Spiele
| 7. Februar 1986 19:00 Uhr | VfL Hameln                     | 26:25  | TSV GWD Minden              | Sporthalle Nord, Hameln Zuschauer: 250 Schiedsrichter: Pfingsten, Günther Huchthausen |
| 7. Februar 1986 19:00 Uhr | meiste Tore: Baumann (10 Tore) | (9:13) | meiste Tore: Meyer (7 Tore) | Sporthalle Nord, Hameln Zuschauer: 250 Schiedsrichter: Pfingsten, Günther Huchthausen |
| 7. Februar 1986 19:00 Uhr |                                |        |                             | Sporthalle Nord, Hameln Zuschauer: 250 Schiedsrichter: Pfingsten, Günther Huchthausen |

| 7. Februar 1986 20:30 Uhr | TuS Nettelstedt               | 28:26   | HSG TuRU Düsseldorf              | Sporthalle Nord, Hameln Zuschauer: 250 |
| 7. Februar 1986 20:30 Uhr | meiste Tore: Kölling (9 Tore) | (15:10) | meiste Tore: Pavićević (10 Tore) | Sporthalle Nord, Hameln Zuschauer: 250 |
| 7. Februar 1986 20:30 Uhr |                               |         |                                  | Sporthalle Nord, Hameln Zuschauer: 250 |

| 8. Februar 1986 18:30 Uhr | TSV GWD Minden                     | 29:23  | HSG TuRU Düsseldorf          | Kreissporthalle, Minden Zuschauer: 300 |
| 8. Februar 1986 18:30 Uhr | meiste Tore: Gast, Wörner (7 Tore) | (14:9) | meiste Tore: Keller (7 Tore) | Kreissporthalle, Minden Zuschauer: 300 |
| 8. Februar 1986 18:30 Uhr |                                    |        |                              | Kreissporthalle, Minden Zuschauer: 300 |

| 8. Februar 1986 20:00 Uhr | VfL Hameln                    | 24:23   | TuS Nettelstedt                | Kreissporthalle, Minden Zuschauer: 300 |
| 8. Februar 1986 20:00 Uhr | meiste Tore: Kuhnigk (6 Tore) | (11:12) | meiste Tore: Loncović (7 Tore) | Kreissporthalle, Minden Zuschauer: 300 |
| 8. Februar 1986 20:00 Uhr |                               |         |                                | Kreissporthalle, Minden Zuschauer: 300 |

| 9. Februar 1986 10:00 Uhr | HSG TuRU Düsseldorf           | 30:17   | VfL Hameln                    | Stadtsporthalle, Lübbecke Zuschauer: 500 |
| 9. Februar 1986 10:00 Uhr | meiste Tore: Hertelt (9 Tore) | (14:10) | meiste Tore: Kuhnigk (5 Tore) | Stadtsporthalle, Lübbecke Zuschauer: 500 |
| 9. Februar 1986 10:00 Uhr |                               |         |                               | Stadtsporthalle, Lübbecke Zuschauer: 500 |

| 9. Februar 1986 11:30 Uhr | TuS Nettelstedt               | 30:25  | TSV GWD Minden               | Stadtsporthalle, Lübbecke Zuschauer: 500 |
| 9. Februar 1986 11:30 Uhr | meiste Tore: Kölling (9 Tore) | (15:9) | meiste Tore: Wörner (6 Tore) | Stadtsporthalle, Lübbecke Zuschauer: 500 |
| 9. Februar 1986 11:30 Uhr |                               |        |                              | Stadtsporthalle, Lübbecke Zuschauer: 500 |

## Statistiken

### Torschützenliste
| Pl. | Spieler           | Verein              | Tore | FT | 7m | T/S  |
| --- | ----------------- | ------------------- | ---- | -- | -- | ---- |
| 1   | Radisav Pavićević | HSG TuRU Düsseldorf | 21   | 16 | 5  | 7    |
| 2   | Andreas Hertelt   | HSG TuRU Düsseldorf | 19   | 19 | 0  | 6,33 |
|     | Michael Wörner    | TSV GWD Minden      | 19   | 10 | 9  | 6,33 |
| 4   | Uwe Kölling       | TuS Nettelstedt     | 18   | 13 | 5  | 9    |
| 5   | Detlef Meyer      | TSV GWD Minden      | 17   | 17 | 0  | 5,67 |
| 6   | Fido Gast         | TSV GWD Minden      | 16   | 16 | 0  | 5,33 |

FT – Feldtore, 7m – Siebenmeter-Tore, T/S – Tore pro Spiel

## Aufgebote
| TuS Nettelstedt | VfL Hameln | HSG TuRU Düsseldorf |
| Uwe Koch Armin Wegner Uwe Kölling Ralf Wirth Danilo Loncović Klaus Kühn Hans Kottkamp Jörg Kuhnigk Karsten Neppert Peter Pickel Dirk Kämper Stefan Windhagen | Lothar Kappich Martin Birkner Carsten Berg Uwe Benkendorff Gerd Amann Martin Baumann Uwe Fröschke Rainer Baltrusch Ralf Kuhnigk Ralf Niemeyer Udo Maltzahn Arno Heißmeyer Uwe Westmark Wietschorke Klein Minnich Veil | Dieter Bartke Arne Eppers Radisav Pavićević Andreas Hertelt Walter Schubert Olaf Neumann Dieter Lennartz Stephan Kirsch Jürgen Hampel Thomas Lowinski Harry Keller Stefan Zenker Ortega |
| Walter Haase (Trainer) | Friedrich Spannuth (Trainer) | Horst Bredemeier (Trainer) |

### 4.Platz:TSV GWD Minden
| - Bernd Miersch - Detlef Böhme - Mathias Kiesau - Fido Gast | - Frank Harting - Michael Wörner - Bernd Seehase - Jens Binek | - Wilhelm Südmeier - Detlef Meyer - Volker Fiedler - Cord Manhenke |  |

Trainer: Günter Meyer